# Casa Editrice Tabacco
Casa Editrice Tabacco è una casa editrice italiana con sede a Tavagnacco (Udine). Emette principalmente mappe escursionistiche.

## Storia
La casa editrice è stata fondata da Giuseppe Tabacco dopo la seconda guerra mondiale e da allora ha pubblicato carte topografiche che si sono guadagnate una reputazione nell'alpinismo come carte standard "precise e affidabili" per la regione alpina italiana.

## Pubblicazioni
Le mappe Tabacco visualizzate fanno riferimento principalmente alle Alpi Orientali dalla zona dell'Adamello al Carso.
La serie è disponibile in scala 1: 25.000 e 1: 50.000, ci sono anche varie mappe speciali (riserve naturali, mappe dei comprensori sciistici, percorsi escursionistici) e mappe generali delle auto, mappe murali e poster.
In scala 1: 25.000 sono stati pubblicati 81 tagli di fogli, in 1: 50.000 12 fogli. Le serie sono contrassegnate con griglia chilometrica UTM (nelle nuove edizioni data WGS84, alcune ancora ED-50) e compatibili con GPS.